# Wybory prezydenckie w Togo w 2010 roku

Położenie Togo na mapie Unii Afrykańskiej

Wybory prezydenckie w Togo w 2010 roku – wybory prezydenckie w Togo przeprowadzone 4 marca 2010. Zakończyły się zwycięstwem urzędującego prezydenta Faure Gnassingbé, który zdobył prawie 61% głosów poparcia, podczas gdy jego główny rywal Jean-Pierre Fabre niecałe 34% głosów. Rezultat wyborów został odrzucony przez opozycję, która oskarżyła władze o fałszerstwa wyborcze i zorganizowała protesty swoich zwolenników. Międzynarodowi obserwatorzy, m.in. z Unii Europejskiej, nie dopatrzyli się jednak przypadków fałszowania głosów, choć skrytykowali część procesu wyborczego.
3 maja 2010 prezydent Gnassingbé został zaprzysiężony na drugą kadencję, a pod koniec miesiąca powołany został koalicyjny gabinet, w skład którego weszli również przedstawiciele części opozycji.

## Organizacja wyborów

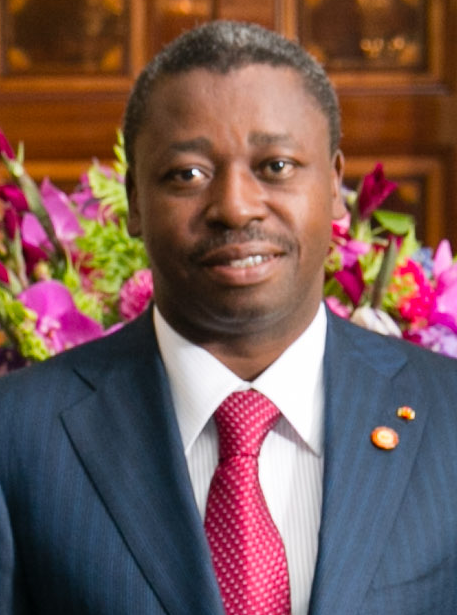
Prezydent Faure Gnassingbé

W lutym 2005, po śmierci wieloletniego przywódcy Gnassingbé Eyadémy, władzę w kraju przejął jego syn Faure Gnassingbé, który w kwietniu 2005 wygrał kwestionowane przez opozycję wybory prezydenckie. W wyniku powyborczej przemocy zginęło wówczas kilkaset osób. W 2007 w kraju odbyły się wybory parlamentarne, organizację których pozytywnie ocenili międzynarodowi obserwatorzy.
Przed kolejnymi wyborami prezydenckimi władze podjęły kroki zmierzające do podniesienia wiarygodności procesu wyborczego i przekonania społeczności międzynarodowej o woli organizacji wolnych i uczciwych wyborów. W tym celu 1 września 2009 powołana została Niezależna Narodowa Komisja Wyborcza (CENI). Składała się ona z 17 członków: 5 przedstawicieli rządzącego Zrzeszenia Ludu Togijskiego (Rassemblement du Peuple Togolais, RPT), 5 przedstawicieli opozycji parlamentarnej, 3 przedstawicieli opozycji pozaparlamentarnej, 3 przedstawicieli społeczeństwa obywatelskiego oraz jednego członka administracji. Jej przewodniczącym został wybrany wywodzący się z szeregów pozaparlamentarnej opozycji Henri Kolani. 18 września 2009 przedstawił on kalendarz wyborczy, zakładający rozpoczęcie w październiku 2009 prac przygotowawczych do organizacji wyborów, kampanię wyborczą od 13 do 26 lutego 2010 oraz głosowanie w dniu 28 lutego 2010. Opozycja parlamentarna oprotestowała jednak kandydaturę Kolaniego i w rezultacie 14 października 2009 nowym przewodniczącym komisji wyborczej został przedstawiciel organizacji społecznych, Issifou Tabiou Taffa.
Pomoc finansową przy organizacji wyborów zadeklarowała Unia Europejska (UE). 23 grudnia 2009 ogłosiła przeznaczenie 6 mld franków CFA (9,1 mln euro) na organizację „wolnych, przejrzystych i pokojowych wyborów, zgodnych z międzynarodowymi standardami” i „wzmocnienie zdolności” organizacyjnych CENI. 22 stycznia 2010 ogłosiła poszerzenie tej kwoty o dodatkowe 5 mld franków CFA, a 1 lutego 2010 zadecydowała o wysłaniu do Togo misji obserwatorów.
11 lutego 2010, ze względu na postulaty opozycji, data wyborów została przesunięta z 28 lutego na 4 marca 2010. W związku z tym przesunięciu uległ również termin kampanii wyborczej, która miała ostatecznie obowiązywać od 16 lutego do 2 marca. Przewodniczący komisji wyborczej poinformował jednocześnie, że do udziału w głosowaniu zarejestrowanych zostało 3,296 mln obywateli.
1 marca 2010, na trzy dni przed powszechnym głosowaniem, we wcześniejszym głosowaniu wzięły udział służby bezpieczeństwa.

### Kontrowersje wokół procedur wyborczych
Zgodnie z poprawkami do konstytucji z 2002, wybory prezydenckie miały odbywać się w jednej turze. Jej zwycięzca, niezależnie od liczby zdobytych głosów, zostawał zwycięzcą wyborów. System ten spotkał się z ostrym sprzeciwem dwóch głównych partii opozycyjnych, Unii Sił Zmiany (Union des Forces du Changement, UFC) oraz Komitetu Działania na Rzecz Odnowy (Comité d’Action pour la Renouveau, CAR), które domagały się wprowadzenia wyboru głowy państwa w dwóch turach. System taki byłby korzystniejszy dla opozycji, jako że w potencjalnej drugiej turze jeden opozycyjny kandydat mógłby liczyć na głosy wszystkich partii opozycyjnych.
Obok zmiany systemu głosowania, opozycja wysunęła również postulat zmniejszenia kwoty obowiązkowego depozytu dla kandydatów na prezydenta, która wynosiła 44 tys. USD.
Kolejnym żądaniem grup opozycyjnych była rewizja list wyborców. Oskarżali oni komisję wyborczą o umieszczenie na nich większej od rzeczywistej liczby wyborców z północy kraju, zwyczajowo popierającej partię rządzącą. 25 stycznia 2010 sześcioro kandydatów na prezydenta zaapelowało o odroczenie terminu wyborów i dokonanie rewizji spisów wyborców. Zarzuciło również prezydentowi Gnassingbé rozpoczęcie kampanii wyborczej przed jej oficjalnym początkiem. Rzecznik rządu Pascal Bodjona odrzucił stawiane zarzuty, twierdząc, że listy wyborców sporządzone zostały przed wyborami parlamentarnymi z 2007 i decyzja o ich zmianie leży w gestii CENI. Sam zarzucił opozycji, że prawdziwym powodem jej nalegań na odroczenie wyborów jest jej nieprzygotowanie do nich. 26 stycznia 2010 komisja wyborcza ogłosiła przeprowadzenie aktualizacji spisów wyborców i dodatkowej rejestracji w dniu 31 stycznia 2010.
Na początku lutego 2010 rozwiązania konfliktu, który trwał nadal, podjął się prezydent Burkina Faso Blaise Compaoré. W czasie rozmów RPT, UFC i CAR w Wagadugu nie osiągnięto jednak porozumienia. Opozycja dalej domagała się rewizji list i odroczenia głosowania. Compaoré podkreślał tymczasem konieczność przeprowadzenia wyborów w konstytucyjnym terminie między 28 lutego a 5 marca. Ostatecznie, w odpowiedzi na postulaty opozycji, komisja wyborcza zdecydowała o przesunięciu głosowania z 28 lutego na 4 marca. Rząd ogłosił, że ruch ten umożliwi lepsze przygotowanie list wyborców i zapewnienie należytych środków bezpieczeństwa w czasie wyborów. Decyzja komisji nie spełniła jednak oczekiwań opozycji i jeszcze tego samego dnia UFC ogłosiła zawieszenie udziału swoich trzech przedstawicieli w pracach CENI.

## Kandydaci

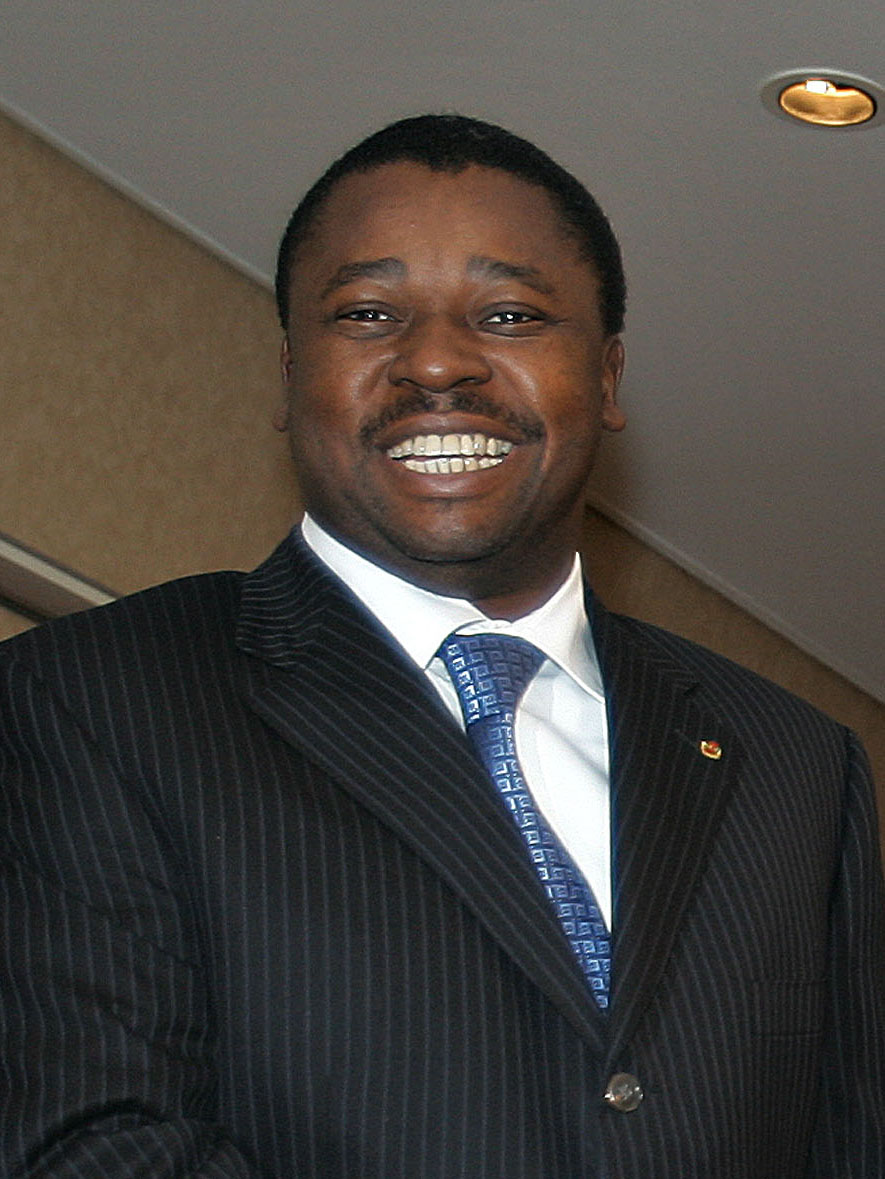
Ubiegający się o reelekcję prezydent Gnassingbé

W wyborach prezydenckich w Togo wzięło udział siedmiu kandydatów, w tym po raz pierwszy kobieta.
Kandydatem największej partii opozycyjnej i głównym rywalem urzędującego prezydenta Faure Gnassingbé został sekretarz generalny Unii Sił Zmiany (UFC), Jean-Pierre Fabre. 15 stycznia 2010 został oficjalnie nominowany. Wybór Fabre miał charakter zastępczy ponieważ już w lipcu 2008 kandydatem UFC został wybrany jej lider, Gilchrist Olympio. Jednak z powodów zdrowotnych nie mógł on opuścić Stanów Zjednoczonych, gdzie przechodził leczenie i nie mógł dostarczyć do komisji wyborczej wymaganego przez prawo zaświadczenia lekarskiego. W tej sytuacji, w ostatnim dniu zgłaszania kandydatów, UFC zdecydowała się na wybór kandydatury Fabre.
Prezydent Gnassingbé długo zwlekał z ogłoszeniem swojej kandydatury, choć od początku wydawał się być jedynym kandydatem rządzącego Zgromadzenia Ludu Togijskiego (RPT). Oficjalnie został nominowany na kongresie RTP 12 stycznia 2010, chociaż osobiście w nim nie uczestniczył.
15 stycznia 2010 swoją kandydaturę z ramienia Komitetu Działania na rzecz Odnowy (CAR) zgłosił do komisji wyborczej były premier Yawovi Agboyibo. Dzień wcześniej kandydatem opozycyjnej Organizacji na rzecz Budowy Zjednoczonego Togo (OBUTS) został inny były premier Agbéyomé Kodjo.
W sumie do 15 stycznia 2010, dnia zgłaszania kandydatur, wolę udziału w wyborach zadeklarowało i dokumenty złożyło 8 kandydatów. 2 lutego 2010 Sąd Konstytucyjny zaakceptował 7 z nich. Odrzucił kandydaturę Kofiego Yamgnane, posiadającego podwójne obywatelstwo. Powodem odmowy były kwestie proceduralne i sprzeczność w dacie urodzenia na dokumentach poświadczających jego obywatelstwo togijskie z jednej strony a francuskie z drugiej. Yamgnane odrzucił i skrytykował decyzję sądu, twierdząc, że prawdziwym jej powodem było wykluczenie „najniebezpieczniejszego rywala RPT”. Początkowo zamierzał odwoływać się od wyroku, jednak decyzja sądu była ostateczna.
Pozostałymi kandydatami byli przedstawiciele mniejszych ugrupowań pozbawieni szans na zwycięstwo. Pierwsza kobieta kandydat w wyborach prezydenckich, Brigitte Kafui Adjamagbo-Johnson, reprezentowała Demokratyczną Konwencję Ludu Afrykańskiego (CDPA). Biznesmen Nicolas Lawson był kandydatem Partii Odnowy i Odkupienia (PRR) i startował po raz trzeci. Startujący po raz pierwszy Bassabi Kagbara reprezentował Panafrykańską Partię Demokratyczną (PDP).
Cześć opozycji podjęła nieśmiałe kroki w kierunku wyłonienia wspólnego kandydata w wyborach. Odsunięty od udziału w wyborach Kofi Yamgnane oraz były premier Kodjo na początku lutego 2010 zadeklarowali poparcie dla kandydatury Fabre, jednak pozostali przedstawiciele opozycji nie poparli tych działań. Kodjo już po kilku dniach, 15 lutego 2010, po ogłoszeniu przez UFC bojkotu komisji wyborczej, zadecydował o wycofaniu swojego poparcia dla Fabre i ponowił swoją kandydaturę.

## Kampania wyborcza

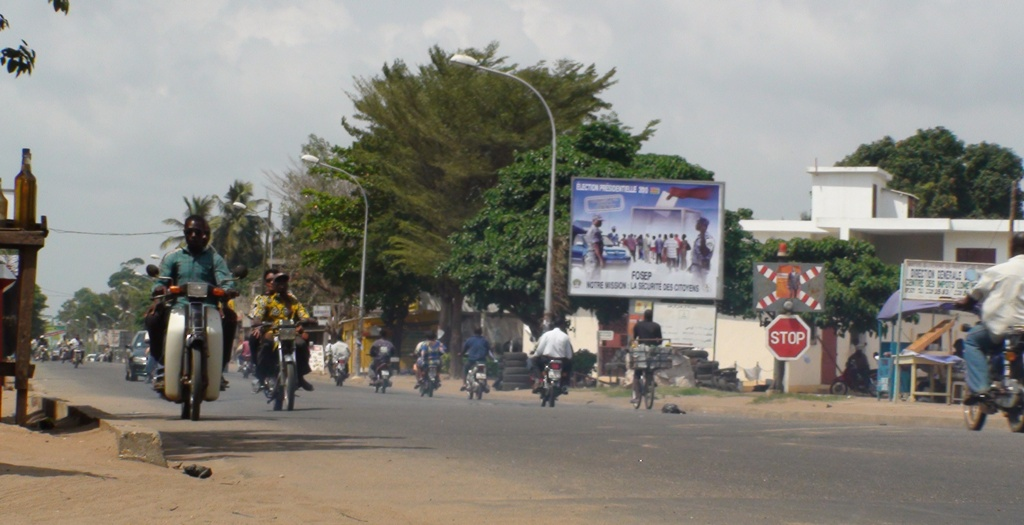
Togo w czasie kampanii wyborczej

Kampania wyborcza trwała w Togo od 16 lutego 2010 do 2 marca 2010.
Prezydent Gnassingbé w udzielonym 16 lutego 2010 wywiadzie podkreślił ogromne znaczenie wyborów, które określił jako „wielki test” dla kraju. Powiedział, że wybory z 2005 były „traumatyczne dla wielu ludzi” i zapowiedział, że zrobi co w jego mocy dla jak najlepszej organizacji głosowania. Dodał, że zwycięstwo w warunkach przemocy byłoby „bez znaczenia”.
Prezydent rozpoczął oficjalnie swoją kampanię 18 lutego w Atakpamé. Przy tej okazji zaapelował do mieszkańców o powierzenie mu swojego zaufania w celu „zapewnienia lepszej przyszłości wszystkim Togijczykom”. Fabre rozpoczął własną kampanię prezydencką dzień później w Lomé. Gnassingbé zakończył kampanię wiecem w Karze, stwierdzając, że była ona wzorcowa. Wyraził pewność, że rezultat głosowania odzwierciedli wolę obywateli i wezwał wszystkich do poszanowania wyników.
W czasie kampanii jeden z kandydatów, Nicolas Lawson, oskarżył Gnassingbé o nadużywanie środków publicznych na cele własnej kampanii. W jej trakcie RPT dystrybuowało ryż po kosztach znacznie niższych niż rynkowe. Rzecznik partii stwierdził, że ryż i inne produkty pochodziły z dotacji od zwolenników prezydenta. W czasie kampanii na ulicach miast zdecydowanie dominowały plakaty urzędującego prezydenta. W swoim raporcie powyborczym, misja UE oskarżyła RPT o przekroczenie prawnego limitu wydatków na kampanię wyborczą o około 100 tys. USD, jednak rzecznik partii odrzucił te zarzuty.

## Przebieg głosowania i reakcje
Mając w pamięci przemoc po wyborach w 2005, kluczową kwestią dla komisji wyborczej było zorganizowanie procesu wyborczego w sposób pokojowy. Przemawiając 3 marca 2010 przewodniczący CENI, Taffa Tabiou, podkreślał, że zakończona poprzedniego dnia kampania wyborcza przebiegła w spokoju. Powtórzył zobowiązanie komisji wyborczej do „organizacji wyłącznie sprawiedliwych i przejrzystych wyborów, pozbawionych przemocy”. W celu zapewnienia bezpieczeństwa, w dniu głosowania rozlokowanych zostało w kraju 3 tys. funkcjonariuszy policji i 3 tys. żandarmów.
Lokale wyborcze otwarte były 4 marca 2010 od godziny 7:00 do 17:00 czasu lokalnego. Samo głosowanie przebiegło sprawnie i spokojnie.
Jednak tuż po jego zakończeniu opozycja wyraziła swoje obawy związane z możliwością fałszowania głosów. Jean-Pierre Fabre stwierdził, że nie ma zaufania do komisji wyborczej, a wszystkie żądania jego partii dotyczące przejrzystości wyborów zostały odrzucone. Dodał, że UFC jako partia polityczna zachowuje sobie prawo do zakwestionowania wyników w przypadku pojawienia się wątpliwości co do ich uczciwości.
Pośród atmosfery głębokiego braku zaufania, pierwsze kontrowersje pojawiły się w związku ze sposobem przekazywania wyników wyborów z terenu do siedziby CENI. W porozumieniu z obserwatorami z UE komisja wyborcza ustaliła, że wyniki te będą zbierane przy pomocy systemu satelitarnego VSAT. Jednakże już po głosowaniu, 5 marca 2010 przewodniczący CENI ogłosił, że system VSAT uległ uszkodzeniu i konieczne będzie fizyczne dostarczenie wyników z 35 dystryktów w kraju. Bezpośredni sposób przekazywania głosów od razu oprotestowała opozycja, która zarzuciła władzom celowe działanie i brak transparentności. Dodatkowo UFC zwracała uwagę na brak numerów seryjnych na kartach do głosowania, co jej zdaniem ułatwiało sztuczne wypełnianie urn wyborczych.
5 marca 2010 zwycięstwo w wyborach ogłosiła zarówno partia rządząca, jak i opozycyjna UFC. Sam prezydent nie zabrał jednak publicznie głosu. Fabre natomiast ogłosił własne zwycięstwo, stwierdzając, że zdobył ok. 75–80% głosów. Raz jeszcze powtórzył, że wybory były pełne nieprawidłowości.

## Wyniki wyborów i protesty opozycji
| Przebieg procesu wyborczego | Przebieg procesu wyborczego                                             |
| --------------------------- | ----------------------------------------------------------------------- |
| 1 września 2009             | Powołanie Niezależnej Narodowej Komisji Wyborczej (CENI).               |
| 18 września                 | Ustalenie przez CENI kalendarza wyborczego.                             |
| 15 stycznia 2010            | Termin zgłaszania kandydatów na prezydenta.                             |
| 11 lutego                   | Przesunięcie przez CENI daty wyborów z 28 lutego na 4 marca 2010.       |
| 16 lutego-2 marca           | Kampania wyborcza w Togo.                                               |
| 4 marca                     | Wybory prezydenckie.                                                    |
| 6 marca                     | Ogłoszenie przez CENI wyników wyborów i wygranej prezydenta Gnassingbé. |
| 6 marca                     | Początek protestów zwolenników opozycji w Lomé.                         |
| 18 marca                    | Zatwierdzenie przez Sąd Konstytucyjny zwycięstwa Faure Gnassingbé.      |
| 3 maja                      | Zaprzysiężenie prezydenta Gnassingbé na drugą kadencję.                 |
| 28 maja                     | Powołanie koalicyjnego rządu z udziałem części opozycji.                |

6 marca 2010 komisja wyborcza ogłosiła pełne wyniki wyborów. Według nich, zwycięstwo odniósł prezydent Faure Gnassingbé, zdobywając 60,9% głosów, przed Jean-Pierre’em Fabre, który uzyskał 33,94% głosów. Trzeci Yawovi Agboyibo zdobył 2,96% głosów. Frekwencja wyborcza wyniosła 64,68%. Była ona jednak zróżnicowana geograficznie, wyższa w regionach północnych popierających RPT i niższa na południu, tradycyjnym mateczniku opozycji. Fabre natychmiast odrzucił wyniki i oskarżył komisję wyborczą o fałszerstwa. Nie uznał, jak określił „tzw. zwycięstwa Gnassingbé” i zapowiedział walkę w obronie własnej wygranej. Tego samego dnia w Lomé doszło do pierwszych protestów zwolenników opozycji. Kilkaset osób zostało rozpędzonych przez służby bezpieczeństwa przy użyciu gazu łzawiącego.
7 marca 2010 Fabre stanął na czele demonstracji kilkuset jego zwolenników w stolicy. Stwierdził, że „gotów jest zginąć”. Protest został stłumiony przez służby porządkowe, a demonstranci schronili się w siedzibie UFC. Aresztowanych zostało kilkanaście osób, a na ulicach Lomé rozlokowane zostały dodatkowe siły policji. W odpowiedzi na wzrost niepokojów, sekretarz generalny ONZ Ban Ki-moon zaapelował o „spokój i powściągliwość” oraz rozwiązanie wszelkich konfliktów na drodze prawnej. 8 marca 2010 na ulicach stolicy zapanował spokój, jednak liderzy UFC wezwali swoich zwolenników do kolejnych demonstracji przeciw sfałszowaniu wyników wyborów. Władze zakazały organizacji kolejnych protestów, argumentując to potrzebą „zapewnienia ochrony i bezpieczeństwa wszystkim pojedynczym obywatelom”. 9 marca 2010 siły bezpieczeństwa stłumiły demonstrację opozycji w stolicy. Tłum około tysiąca młodych osób wykrzykiwał hasła o potrzebie zmian, zmianie prezydenta i sprzeciwie wobec zamieniania Togo w „królestwo”. 13 marca 2010 w Lomé własne manifestacje urządzili zarówno przeciwnicy prezydenta Gnassingbé, jak i jego zwolennicy. Tysiące zwolenników opozycji, ubranych w żółte stroje, przemaszerowało ulicami w proteście przeciw ich zdaniem sfałszowanym wynikom wyborów. Zwolennicy prezydenta, ubrani na biało, świętowali natomiast jego wygraną i wznosili okrzyki na jego cześć. Dzięki obecności służb bezpieczeństwa, które strzegły porządku w mieście, uczestnicy obu marszów nie spotkali się ze sobą.
18 marca 2010 Sąd Konstytucyjny zatwierdził zwycięstwo prezydenta Gnassingbé, ogłaszając ostateczne wyniki wyborów, które tylko cząstkowo różniły się od końcowych wyników komisji wyborczej. Gnassingbé uzyskał 60,88% głosów, a jego główny rywal Fabre 33,93% głosów. Przewodniczący Sądu, Aboudou Assouma, stwierdził, że „Faure Gnassingbé zdobył najwyższą liczbę głosów i może być ogłoszony prezydentem republiki”. Dodał, że każda z pięciu skarg wniesionych przez UFC została odrzucona, a „niniejsza proklamacja jest ostateczna i doprowadza do końca proces wyborczy”. Opozycyjna UFC odrzuciła orzeczenie Sądu Konstytucyjnego, twierdząc nieprzerwanie, że została okradziona ze zwycięstwa, a liczbę głosów zdobytych przez Fabre oszacowała na ok. 55–60%. Wezwała ludność do sprzeciwienia się „wyborczemu zamachowi” i dalszej mobilizacji „aż do czasu przywrócenia władzy Fabre”.
20 marca 2010, po tygodniu przerwy, w stolicy doszło do kolejnego protestu zwolenników opozycji. Pokojowa manifestacja przeszła ulicami miasta spod siedziby UFC aż do plaży, na której odbył się wiec. Demonstrujący nieśli antyrządowe transparenty, a po wiecu rozeszli się do domów. Fabre wezwał ich do „narodowego oporu” w celu odzyskania zabranego zwycięstwa. Opozycja organizowała manifestacje również w kolejnych tygodniach. Według jej przedstawicieli w czasie demonstracji z 24 marca w wyniku starć z policją rannych miało zostać 30 osób. Danych tych nie potwierdziły oficjalne źródła. Tysiące zwolenników opozycji uczestniczyło 10 kwietnia w proteście w Lomé. 14 kwietnia 2010 służby bezpieczeństwa zatrzymały 70 osób planujących zorganizować bez pozwolenia nocne czuwanie ze świecami pod siedzibą UFC. Według służb, zatrzymania i przesłuchania były konieczne, gdyż część z demonstrantów miała pochodzić z ościennych krajów i miała nosić się z zamiarem naruszenia porządku publicznego. Zwolennicy Fabre zorganizowali kolejny protest 1 maja 2010. Przy tej okazji Fabre wezwał ich do przyodziana na znak sprzeciwu żółtych strojów (kolor UFC) 3 maja, w dzień planowanego zaprzysiężenia prezydenta Gnassingbé.

## Ocena głosowania
Wybory w Togo monitorowane były przez międzynarodowych obserwatorów z UE i ECOWAS. W swoim raporcie misja UE nie stwierdziła dowodów fałszowania głosów lub sztucznego wypełniania urn wyborczych. Stwierdziła jednak, że partia rządząca mogła dopuścić się procesu kupowania głosów oraz zarzuciła jej przekroczenie dozwolonych środków na kampanię wyborczą o 100 tys. USD. Wyraziła również zaniepokojenie procesem zliczania głosów i odstąpieniem od system satelitarnego.
20 marca 2010 przedstawiciel ECOWAS, James Victor Gbeho, pogratulował zwycięstwa Gnassingbé i potwierdził, że wybory w Togo były wolne i sprawiedliwe. Obserwatorzy z ECOWAS stwierdzili tylko, że odnotowali problemy związane z kartami do głosowania.

## Powołanie i zaprzysiężenie nowych władz
3 maja 2010 prezydent Gnassingbé został oficjalnie zaprzysiężony na drugą kadencję. W uroczystości uczestniczyli prezydenci Beninu, Burkina Faso, Ghany i Wybrzeża Kości Słoniowej. Opozycja nie pogodziła się z wynikami wyborów i również w dniu zaprzysiężenia prezydenta zorganizowała protest w stolicy.
5 maja 2010 premier Gilbert Houngbo złożył zgodnie ze zwyczajem swoją dymisję na ręce prezydenta, jednak Gnassingbé 7 maja powierzył mu ponownie misję utworzenia gabinetu. Rozpoczęły się wówczas rozmowy na temat stworzenia koalicyjnego rządu wspólnie z opozycją. Do rozmów przystąpił przewodniczący Unii Sił Zmiany (UFC) Gilchrist Olympio. Oznaczało to zwrot w polityce partii, która jak dotąd ostro krytykowała rządzącą partię i prezydenta, a także wykluczała możliwość uczestnictwa w rządzie. 27 maja 2010 Olympio ogłosił podpisanie porozumienia z rządzącym RPT. Porozumienie zakładało wejście 7 ministrów z UFC do „rządu narodowej odbudowy” oraz reformę prawa wyborczego. Reforma miała obejmować zmianę granic okręgów wyborczych, sporządzenie nowego spisu ludności i aktualizację listy wyborców. Na czele specjalnego komitetu nadzorującego wdrażanie reformy stanął Olympio. Tego samego dnia osiągnięcie porozumienia potwierdziła także strona rządowa. Nowy rząd premiera Houngbo został zaprzysiężony 28 maja 2010. Składał się z 31 ministrów, w tym zgodnie z umową 7 z opozycyjnej UFC (uzyskała m.in. stanowisko ministra spraw zagranicznych). Olympio argumentował zmianę swojej postawy tym, że dotychczasowe wysiłki na rzecz gospodarczego i społecznego rozwoju narodu, rządów prawa i demokracji nie przyniosły rezultatów, dlatego po wielu rozmowach i przy poparciu partii podjął po raz pierwszy nową drogę wyjścia z kryzysu poprzez współudział we władzy.
Wejście do rządu przewodniczącego Unii Sił Zmiany (UFC) wywołało podział w tej największej partii opozycyjnej. Porozumieniu ze stroną rządową był zdecydowanie przeciwny jej sekretarz generalny Jean-Pierre Fabre, od tygodni protestujący przeciw jego zdaniem sfałszowanym wynikom wyborów. Fabre zarzucił Olympio, że nie konsultował decyzji z władzami partii, które wcześniej wykluczyły jakąkolwiek współpracę z rządem i prezydentem. 29 maja 2010 z inicjatywy Fabre odbyło się posiedzenie Biura Narodowego UFC, które postanowiło „tymczasowo zawiesić” Olympio i ministrów, którzy weszli do rządu w prawach członka partii. Zgodnie z postanowieniem Biura Narodowego nie mogli oni odtąd wypowiadać się lub działać w imieniu UFC. Wykluczenia przewodniczącego UFC nie zaakceptowali jednak wszyscy członkowie partii. 29 maja 2010 zwolennicy Fabre zorganizowali protest w Lomé przeciw decyzji Olympio o wejściu do rządu. Demonstranci nazywali go zdrajcą, a Fabre orzekł, że postąpił on „przeciw interesom partii i oczekiwaniom narodu” oraz zagroził definitywnym wykluczeniem go ze struktur UFC. Tego samego dnia w stolicy odbyła się także manifestacja zwolenników prezydenta Gnassingbé, popierająca jego „politykę pojednania narodowego, budowy pokoju i otwartości”.

## Wyniki wyborów

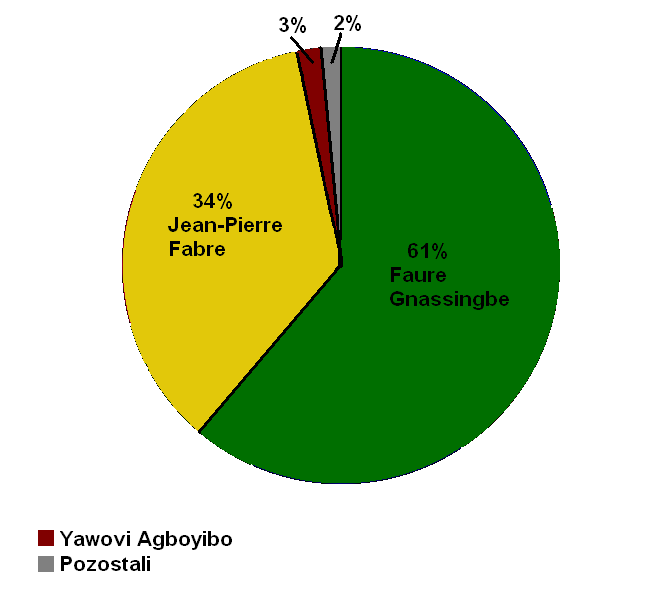
Wyniki wyborów prezydenckich

| Kandydat – Partia polityczna | Kandydat – Partia polityczna                                                         | Wyniki według komisji wyborczej | Wyniki według komisji wyborczej | Wyniki według Sądu Konstytucyjnego (ostateczne) | Wyniki według Sądu Konstytucyjnego (ostateczne) |
| Kandydat – Partia polityczna | Kandydat – Partia polityczna                                                         | Liczba głosów                   | %                               | Liczba głosów                                   | %                                               |
|                              | Faure Gnassingbé – Zrzeszenie Ludu Togijskiego (RTP)                                 | 1 243 044                       | 60,92%                          | 1 242 409                                       | 60,88%                                          |
|                              | Jean-Pierre Fabre – Unia Sił Zmiany (UFC)                                            | 692 584                         | 33,94%                          | 692 554                                         | 33,93%                                          |
|                              | Yawovi Agboyibo – Komitet Działania na rzecz Odnowy (CAR)                            | 60 388                          | 2,96%                           | 60 370                                          | 2,95%                                           |
|                              | Agbéyomé Kodjo – Organizacja na rzecz Budowy Zjednoczonego Togo (OBUTS)              | 17 397                          | 0,85%                           | 17 393                                          | 0,85%                                           |
|                              | Brigitte Kafui Adjamagbo-Johnson – Demokratyczna Konwencja Ludu Afrykańskiego (CDPA) | 13 451                          | 0,66%                           | 13 452                                          | 0,65%                                           |
|                              | Bassabi Kagbara – Panafrykańska Partia Demokratyczna (PDP)                           | 8 357                           | 0,41%                           | 8 341                                           | 0,40%                                           |
|                              | Nicolas Lawson – Partia Odnowy i Odkupienia (PRR)                                    | 6 029                           | 0,29%                           | 6 027                                           | 0,20%                                           |
| Głosy nieważne               | Głosy nieważne                                                                       | 79 283                          |                                 | 79 283                                          |                                                 |
| Razem (frekwencja 64,68%)    | Razem (frekwencja 64,68%)                                                            | 2 119 829                       | 100%                            | 2 119 829                                       | 100%                                            |
| Źródło:                      |                                                                                      |                                 |                                 |                                                 |                                                 |